# Habitatge al carrer Pi i Margall, 52 (Sant Boi de Llobregat)
L'Habitatge al carrer Pi i Margall, 52 és una obra del municipi de Sant Boi de Llobregat (Baix Llobregat) inclosa en l'Inventari del Patrimoni Arquitectònic de Catalunya.

## Descripció
Es tracta d'una casa unifamiliar, modernista, formada per planta baixa i un pis, amb pati al darrere. Està decorada profusament a les portes i finestres amb esgrafiats de motius vegetals, un dels trets característics d'aquest estil. Al capdamunt, a la barana del terrat hi ha un acabament de línies profundament ondulades, on es repeteixen els motius esgrafiats envoltant la data de construcció (1909).

## Història
Veïna de Cal Garrofa i construïda pràcticament a les mateixes dates, la història d'aquesta casa és la del carrer, que es va impulsar fortament a finals del segle xix i principis del XX. Coincidint en el temps, amb pocs anys de diferència es va produir la creació del canal del Llobregat i el primer Eixample pròpiament dit de Sant Boi. Es va augmentar visiblement la població i això va motivar la petició i concessió de moltes llicències de construcció o reforma de cases. Arran d'això a Sant Boi s'hi troben encara algunes cases de l'època, diferenciables per l'estil arquitectònic del moment, el modernisme, i també, sobretot al principi del creixement per les torres de tendència historicista.